# Violet Neilson
Violet Nielson là một chính trị gia người Jamaica. Bà là diễn giả tại Hạ viện từ năm 1997 đến 2003.